# Цаповецький Олександр Матвійович
Олександр Матвійович Цаповецький (рос. Александр Матвеевич Цаповецкий; нар. 1922, Київ — пом. липень 1974, Київ) — радянський футбольний суддя. Обслуговував ігри вищої ліги СРСР, представляв Київ. Входив до списку найкращих арбітрів країни у 1967 і 1970 роках.